# Bạo loạn Anh 2011
Bạo loạn Anh 2011 lan rộng, bao gồm cả rối loạn công cộng, cướp bóc, đốt phá tấn công, trộm cắp và cướp, đang diễn ra tại một số thành phố và thị xã ở Anh. Những bạo loạn bắt đầu vào ngày 06 tháng 8 năm 2011 ở Tottenham, Bắc Luân Đôn. Cuộc bạo động khác sau đó xảy ra ở những nơi khác tại Luân Đôn và trong một số khu vực khác của nước Anh. Bạo loạn xảy ra sau vụ nổ súng giết chết người của cảnh sát đối với một người đàn ông tài xế taxi 29 tuổi, Mark Duggan vào ngày 4 tháng 8 năm 2011.
Sau cuộc điều tra ban đầu, cảnh sát xác nhận Duggan không nổ súng trước và bị cảnh sát bắn chết tại chỗ. Các nhân chứng cho biết, nạn nhân bị cảnh sát tạm giữ và bị cảnh sát bắn chết mặc dù anh ta đã phục tùng yêu cầu của cảnh sát. Người nhà của người đàn ông có bốn con nhỏ này nổi giận và đi đòi công lý. Thân nhân của Duggan cùng nhiều người địa phương đã kéo đến đồn cảnh sát ở Tottenham đòi có câu trả lời về cái chết. Trước sự im lặng của cảnh sát, đám đông bắt đầu trút cơn giận bằng cách đốt phá xe cảnh sát, châm ngòi cho đợt bạo động tồi tệ trên khắp nước Anh.
Một cuộc diễu hành khoảng 200 người dân ở Tottenham đã trở thành bạo lực và rơi vào bạo loạn. Trong những ngày sau, rối loạn xảy ra tại các khu vực khác của thành phố, bao gồm Wood Green, Enfield Town, Ponders End và Brixton. Các hành động phá hoại, đốt phá, cướp bóc và rối loạn bạo lực cũng được báo cáo trong một số quận của Luân Đôn, lan rộng về phía Nam như Croydon. Ít nhất 186 nhân viên cảnh sát bị thương. Ngày 8 tháng 8 năm 2011, bạo loạn và cướp bóc xảy ra ở Birmingham, Liverpool, Nottingham, Bristol và Medway. Hơn 525 người đã bị bắt giữ kể từ khi bạo loạn bắt đầu.
Nhiều tòa nhà, xe cộ và điểm đỗ xe buýt đã bị thiêu rụi. Cửa hàng và nhà hàng bị cướp phá, còn cảnh sát hứng chịu bom xăng.
Những kẻ tham gia vào đốt phá, hôi của, đã không ngần ngại tấn công trực diện vào lực lượng cảnh sát, thậm chí qua các mạng xã hội. Họ còn kêu gọi bạo động ở khắp nơi trên nước Anh. Đây là một thử thách nặng nề đối với Luân Đôn, nơi sẽ diễn ra Thế vận hội mùa Hè 2012.
Để ứng phó với sự kiện này, Thủ tướng Anh David Cameron, Thư ký Bộ Nội vụ Theresa May, Thị trưởng Luân Đôn Boris Johnson và Nhà lãnh đạo Đảng Lao động đối lập Anh Ed Miliband đã cắt ngắn chuyến nghỉ phép ở Ý, và vội vã trở về Luân Đôn triệu tập Quốc hội họp khẩn để giải quyết đợt bạo loạn nghiêm trọng nhất ở thành phố này trong vòng nhiều năm qua. Quốc hội được thông báo triệu hồi vào ngày 11 tháng 8 để tranh luận về tình hình.

## Bối cảnh

### Bối cảnh lịch sử

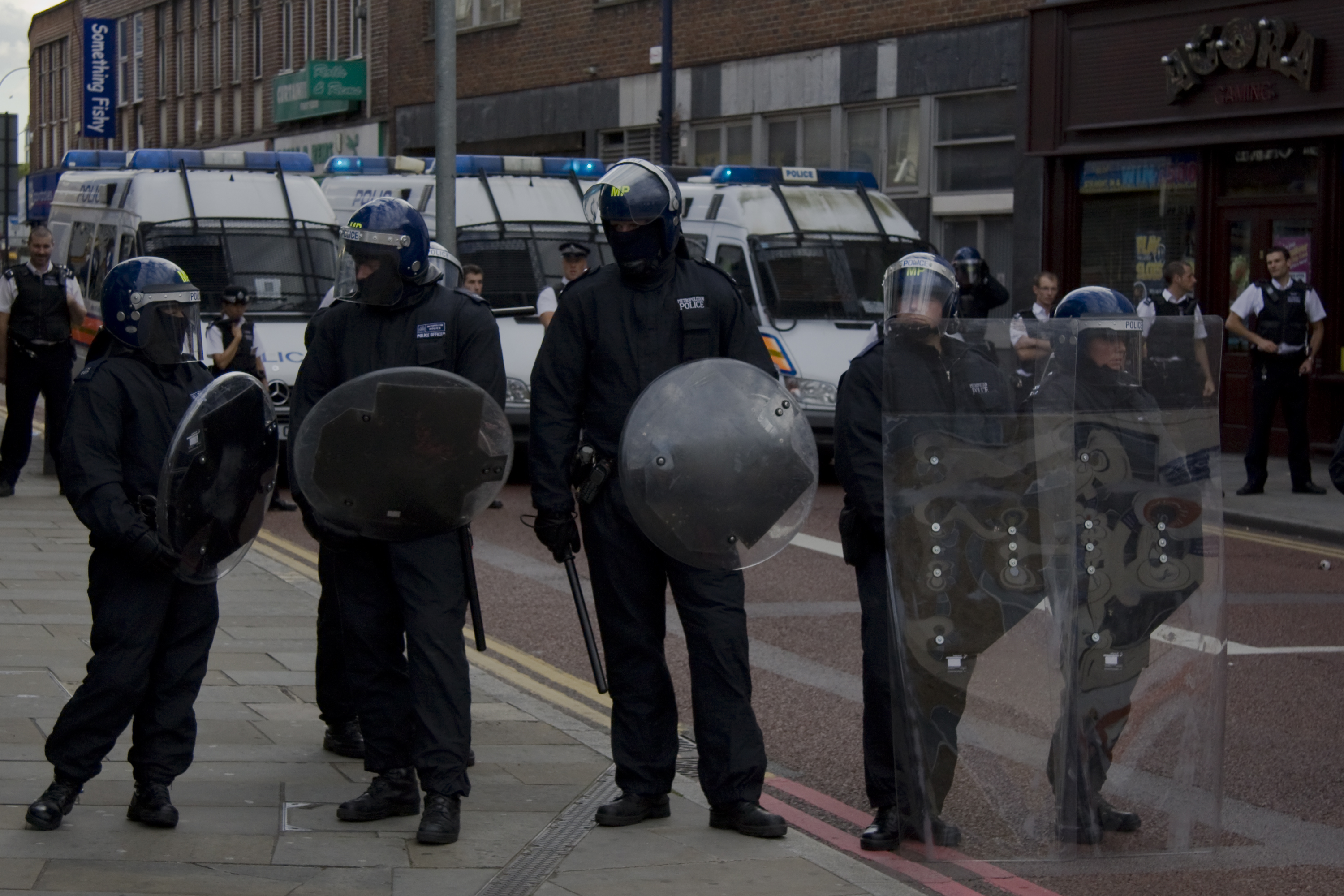
Cảnh sát chống bạo động trên đường phố ở Luân Đôn

Được miêu tả là "những cuộc bạo loạn tồi tệ nhất từng diễn ra kể từ bạo loạn Brixton 1995, và những đám lừa thiêu đốt ở Luân Đôn có số lượng và quy mô đám cháy lớn nhất kể từ sự kiện Đức ném bom Luân Đôn mang tên chiến dịch Blitz, Tình trạng bất ổn được cho là có liên quan đến quan hệ bất hoà giữa cảnh sát và cộng đồng người Anh da đen ở Luân Đôn, cũng như ở các thành phố khác mà thành phần người da đen sinh sống chủ yếu, chẳng hạn như Birmingham. Từ đó tạo thành hàng loạt cuộc biểu tình liên quan đến cái chết của Kingsley Burrell. Các nhà bình luận so sánh các cuộc bạo loạn này với bạo loạn trang trại Broadwater 1985, trong đó nhân viên cảnh sát Keith Blakelock bị ám sát. Trong mùa hè năm 2011 có một cuộc diễu hành bất bạo động lớn chống lại lực lượng cảnh sát địa phương Luân Đôn do cái chết của Smiley Culture, nhưng sự kiện này rất ít được tường thuật hay nhắc đến.
Các nhà bình luận cho rằng nguyên nhân của các cuộc bạo loạn là do các yếu tố bao gồm nghèo đói và thất nghiệp cao, khoảng cách ngày càng chênh lệch giữa giàu - nghèo, nền văn hóa băng đảng, cùng với tính biến chuyển xã hội ở mức thấp nhất trong thế giới phát triển.

### Cái chết của Mark Duggan

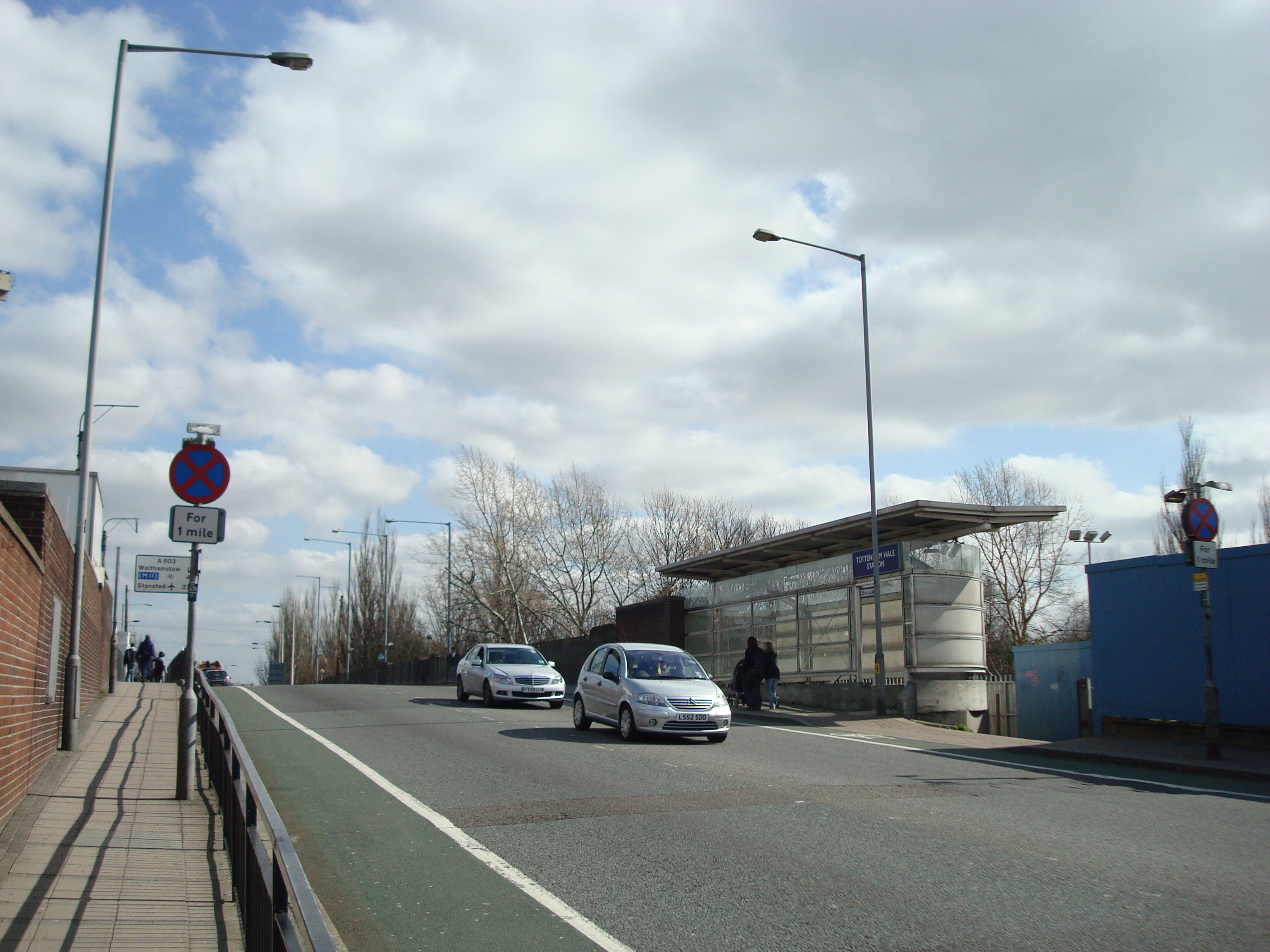
Nơi diễn ra vụ việc.

Việc cảnh sát bắn chết người đàn ông 29 tuổi mang tên Mark Duggan diễn ra trong một cuộc bắt giữ đã được lên kế hoạch trước vào ngày 4 tháng 8 năm 2011 trên cầu Ferry Lane, bên cạnh ga Tottenham Hale.
Vụ việc được chuyển đến Ủy ban Khiếu nại Cảnh sát độc lập (IPCC). Đây là thủ tục được thực hiện bất cứ khi nào một thành viên của công chúng chết do hành động của cảnh sát. Vẫn chưa đưa ra lý do tại sao cảnh sát đã cố gắng bắt giữ Duggan, nhưng Ủy ban Khiếu nại Cảnh sát độc lập nói rằng việc bắt giữ được lên kế hoạch trước là một phần hoạt động của một đơn vi thuộc Sở Cảnh Sát Thủ Đô, điều tra tội phạm có súng trong cộng đồng da đen ở Luân Đôn mà Duggan trực thuộc. Đơn vị này chuyên về cuộc chiến chống tội phạm có súng liên quan đến buôn bán ma túy bất hợp pháp.
Bạn bè và người thân của Duggan, gồm người được cho là trùm cocain và một thành viên của 'Băng đảng Ngôi sao', tuyên bố rằng Duggan không hề mang theo vũ khí. Ủy ban Khiếu nại Cảnh sát độc lập khẳng định rằng Duggan đã mang theo một khẩu súng ngắn đã nạp đạn, nhưng sau đó xác nhận rằng không có bằng chứng cho thấy Duggan đã có hành vi bắn vào cảnh sát.
Sau khi vụ bắn súng diễn ra, các phương tiện truyền thông thông báo rộng rãi rằng một viên đạn cắm vào trong máy bộ đàm của cảnh sát đã được tìm thấy, ngụ ý Duggan đã bắn vào cảnh sát. Tờ The Guardian tường thuật rằng các cuộc kiểm tra dấu vết trên đầu đạn thu hồi từ máy bộ đàm của cảnh sát, cùng một viên khác nghi ngờ rằng do Duggan bắn ra, có kết quả cho thấy cả hai đều là loại đạn đầu rỗng "rất khác biệt" điều cảnh sát nói.

### Diễu hành biểu tình
Ngày 6 tháng 8, cuộc biểu tình phản kháng được tổ chức, ban đầu diễn ra một cách hòa bình, bắt đầu từ trang trại Broadwater và kết thúc tại đồn cảnh sát Tottenham. Cuộc biểu tình được bạn bè và người thân của Duggan tổ chức nhằm đòi công lý cho gia đình. Đám đông khoảng 200 người diễu hành tại đồn cảnh sát bao gồm người dân địa phương, các nhà lãnh đạo cộng đồng, và thành viên gia đình Duggan - đề nghị nói chuyện với một sĩ quan cảnh sát cao cấp địa phương. Họ trụ lại trước đồn cảnh sát hàng giờ lâu hơn so với kế hoạch ban đầu, bởi vì cảnh sát từ chối nói tiếp chuyện. Theo các nhân chứng, một đám đông trẻ hơn và hung hãn hơn đến nơi biểu tình vào khoảng hoàng hôn, một số người mang vũ khí. Bạo lực nổ ra theo tin đồn cảnh sát đã tấn công một cô gái 16 tuổi.

## Nguyên nhân
Việc cảnh sát bắn chết nghi phạm
- Căng thẳng địa phương với cảnh sát[15]
- Tỉ lệ thất nghiệp cao và cắt giảm các dịch vụ công[35][36][37][38][39]
- Khủng hoảng kinh tế[40][41][42][43]
- Đói nghèo, khoảng cách ngày càng gia tăng giữa người giàu và người nghèo[22][44]
- Chủ nghĩa cơ hội của tội phạm[45]
- Bạo lực giải trí[46]
- Có nguồn tin cho biết Cảnh sát trưởng của lực lượng Cảnh sát West Midlands đã miêu tả hành vi của người bạo loạn ở Birmingham là do tham vọng thúc đẩy chứ không phải vì giận dữ.[47]
- Quan điểm thiếu trách nhiệm xã hội của David Cameron[48]

## Bắt giữ
Đến 8 sáng ngày 10 tháng 8, cảnh sát đã thực hiện hơn 1.100 cuộc bắt giữ, 768 người trong số đó ở thủ đô, 35 người ở Liverpool, 5 người ở Milton Keynes, 90 ở Nottingham, 13 ở Leicester và 19 ở Bristol. Đến 14 giờ, tại Vương quốc Anh có hơn 1.000 người bị bắt giữ. [147] Đến 15 giờ, cảnh sát tiến hành 113 vụ bắt giữ tại Greater Manchester.
Một người bị bắt giữ vì ghi ngờ là người châm lửa đốt ngôi nhà 140 tuổi Reeves store tại Croydon.

## Ảnh hưởng

### Thiệt mạng và bị thương
- Một người đàn ông 26 tuổi đã chết sau khi bị bắn ở Croydon, phía Nam Luân Đôn.[52][53][54]
- Tại Winson Green, Birmingham, ba người đàn ông trong độ tuổi từ 21 đến 31 đã thiệt mạng trong một vụ tấn công và bỏ chạy trong khi cố gắng bảo vệ khu phố của họ khỏi những người nổi loạn và cướp bóc.[55][56][57]
- Tại Luân Đôn, giữa chiều thứ Hai và những giờ đầu của thứ Ba, 14 người bị người bạo loạn làm bị thương. Trong số người bị nạn có một người đàn ông 67 tuổi chịu chấn thương đe dọa tính mạng sau khi bị tấn công trong khi đang đối phó với một đám cháy thùng rác, và một phụ nữ 75 tuổi bị gãy xương chậu ở Hackney.[2]
- Tại Ealing, Tây Luân Đôn, một người đàn ông được mô tả là trung niên da trắng đã bị những người nổi loạn đánh và được đưa đến bệnh viện với chấn thương đe dọa tính mạng.[58]
- Tại Barking, Đông Bắc Luân Đôn, một sinh viên Malaysia 20 tuổi đã bị đánh đập và sau đó bị những người bạo loạn cướp đến hai lần. Anh bị vỡ xương hàm và cần phải phẫu thuật.[3][59]
- Tổng cộng có 186 nhân viên cảnh sát và năm con chó nghiệp vụ của cảnh sát bị thương.[60]

### Thiệt hại tài sản
Các chủ cửa hiệu ước tính thiệt hại tại Tottenham Hale và những nơi khác thuộc Tottenham khoảng vài triệu bảng Anh. Ngoài ra, các cuộc bạo loạn gây ra sự mất mát vĩnh viễn của di sản kiến trúc.

### Giao thông
Ngày 9 tháng 8, tuyến xe điện Tramlink đã đóng cửa một phần do những thiệt hại trên lộ trình. Công ty vận hành đường sắt các tuyến phía Nam thông báo rằng các tuyến xe sẽ không dừng lại tại bất cứ trạm nào ở phía Nam Luân Đôn.

### Thi đấu thể thao
Bốn trận đấu thuộc Cúp Liên đoàn bóng đá Anh dự kiến sẽ diễn ra vào ngày 9 tháng 8 đã bị hoãn lại sau yêu cầu của cảnh sát vì các cuộc bạo loạn. Các cuộc thi đấu của các câu lạc bộ bóng đá Bristol City, Charlton Athletic, Crystal Palace và West Ham United đều bị hoãn lại.
Trận đấu bóng đá quốc tế giao hữu giữa Anh và Hà Lan tại sân vận động Wembley dự kiến diễn ra vào ngày 10 tháng 8 đã bị hủy bỏ, cũng như trận đấu quốc tế hữu nghị giữa Ghana và Nigeria diễn ra vào ngày 9 tháng 8 tại Watford.

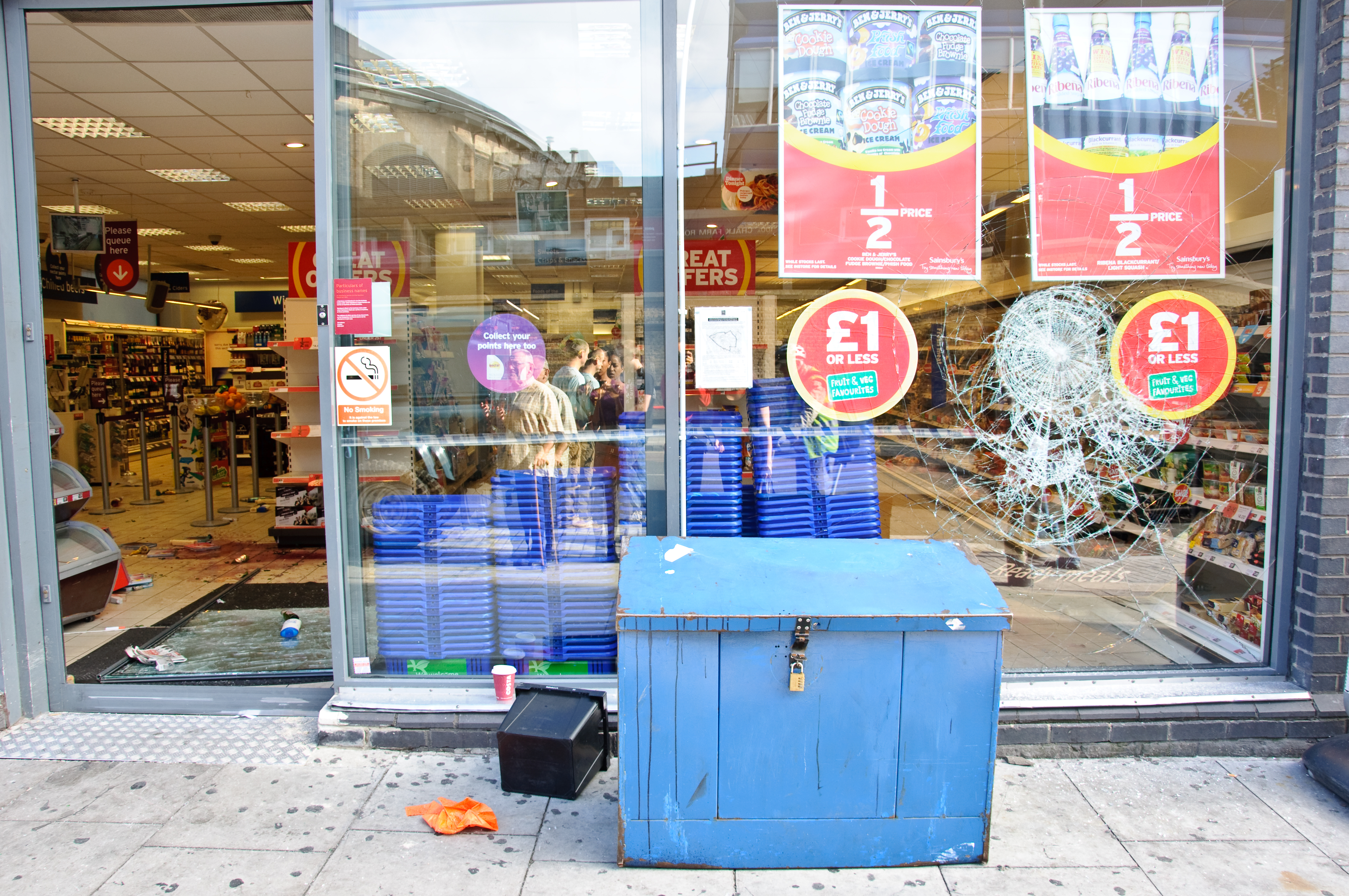
Một cửa tiệm bị cướp bóc tại Camden

### Âm nhạc
Ngày 8 tháng tám, nhà lưu trữ của Sony Music tại Enfield - nơi đóng vai trò trung tâm phân phối chính cho Tập đoàn Giải trí PIAS đã bị phóng hoả. Phần lớn hàng lưu trong kho của PIAS được xem như đã mất, bao gồm toàn bộ các đĩa LP và đĩa CD ghi âm cho hãng đĩa Domino, XL và hơn 100 hãng thu âm châu Âu độc lập khác. Một số album và đĩa đơn sắp phát hành bị ảnh hưởng hoặc trì hoãn do vụ cháy.

### Cướp bóc cơ hội
Những cuộc cướp bóc tài sản cơ hội đã được báo cáo tại nhiều địa điểm khác nhau và có nghi ngờ rằng điều này đã được lên kế hoạch và có tổ chức. Ước tính thiệt hại trong khu vực khoảng 100 triệu bảng Anh. Sở Cảnh sát Thủ đô đã giao 450 thám tử lùng sục những người nổi loạn và cướp bóc. Danh sách hình những kẻ cướp đã được đưa lên trang web của Sở Cảnh sát.

## Hình ảnh

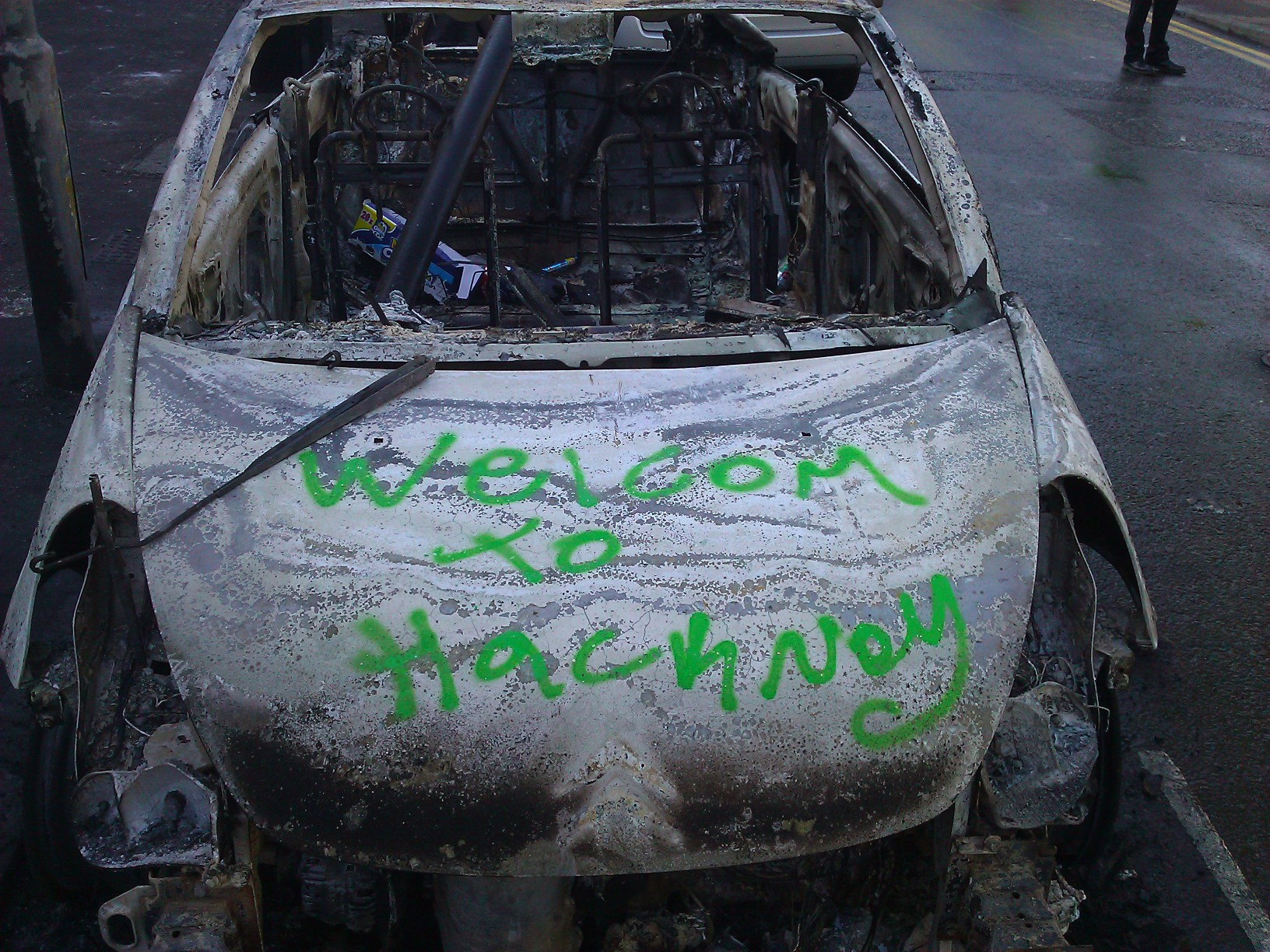
Xe hơi bị đốt cháy và phá hoại tại Hackney
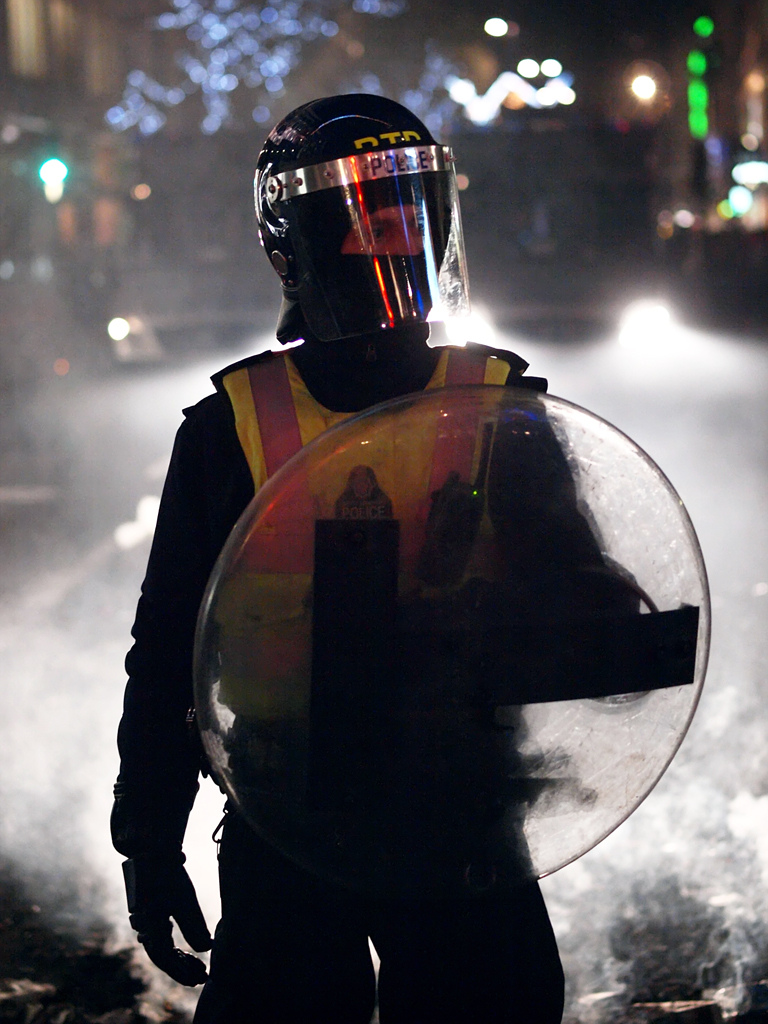
Cảnh sát chống bạo động ở Anh
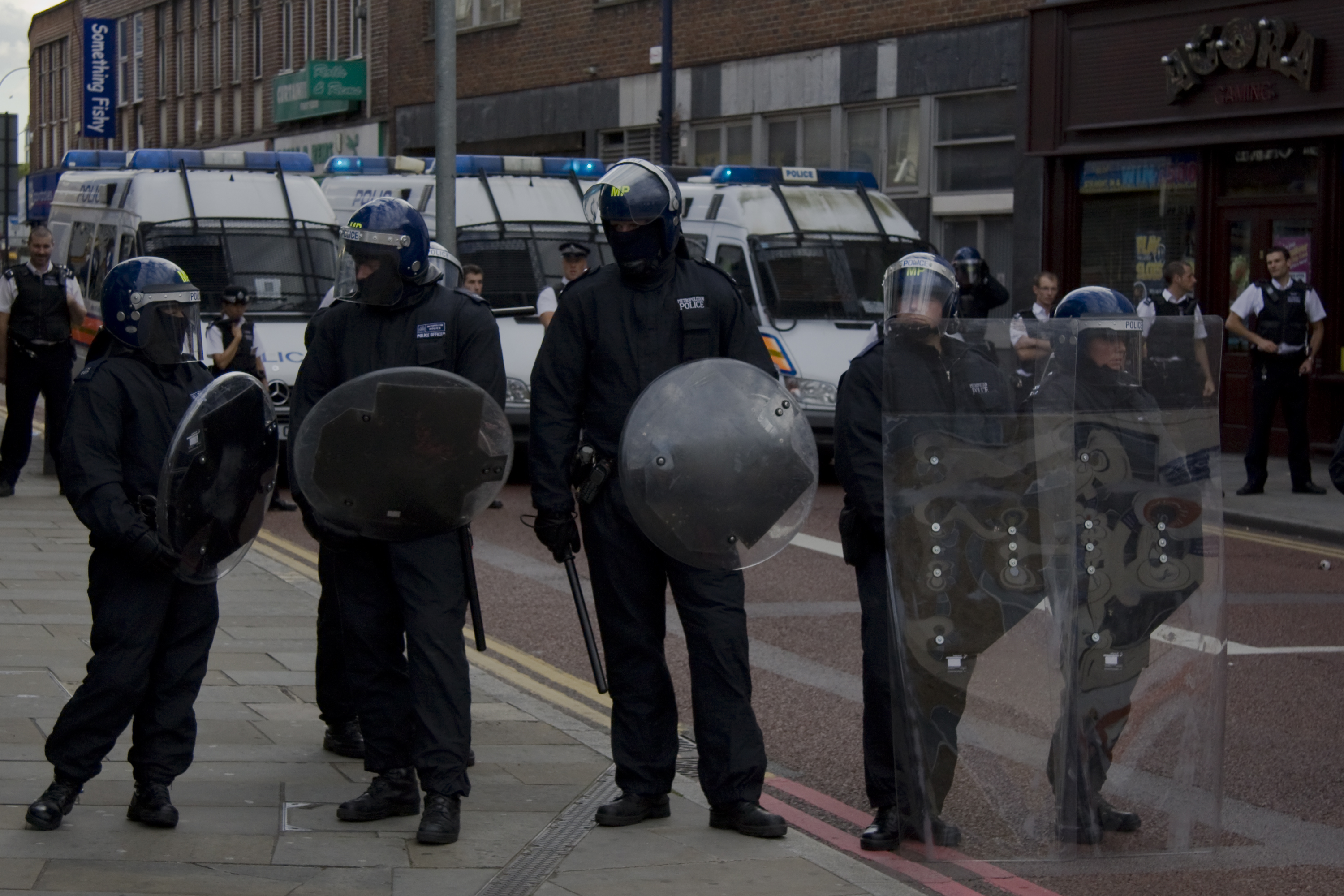
Cảnh sát chống bạo động có mặt trên đường Walworth sau khi những người bạo động phá huỷ một vài cửa tiệm.
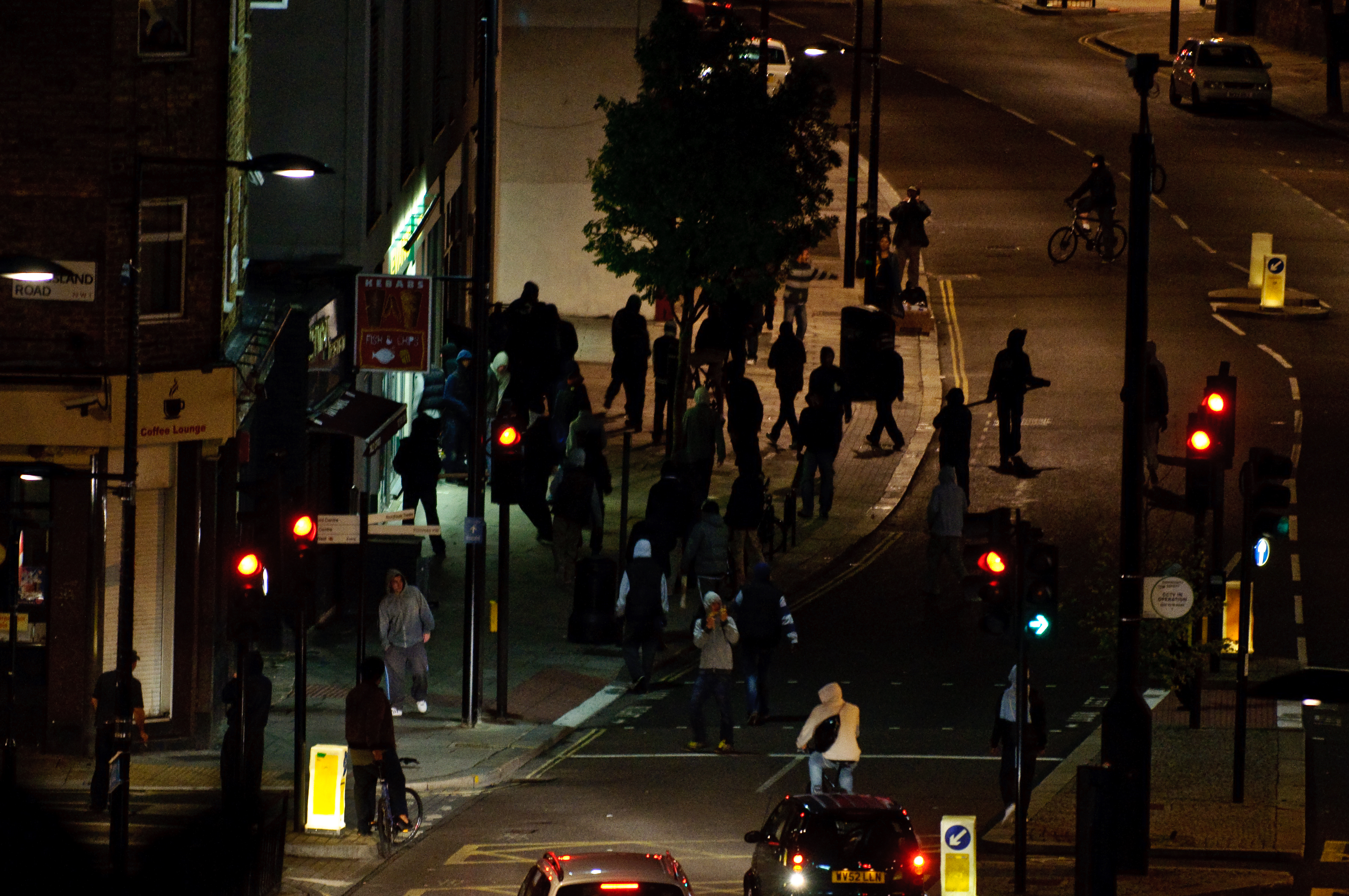
Người bạo động cướp phá một tiệm xe đạp ở Chalk Farm, Camden.